# Digital Video
Digital Video (prescurtat DV) este un format video digital pentru casete cu bandă magnetică deținut de Sony și Panasonic lansat în 1994. Variantele sale sunt DV, o casetă de dimensiuni reduse numită MiniDV, apoi DVCAM, Digital8, HDV, DVCPro, DVCPro50 și DVCProHD. A devenit un standard pentru înregistratrea de filme personale sau semiprofesionale pe benzi magnetice. Este folosit uneori și pentru scopuri profesionale, ca de exemplu la reportajele buletinelor de știri.

## Comprimare DV
DV utilizează compresie cu pierderi video în timp ce sunetul este stocat necomprimat. O schemă de comprimare video intraframe este utilizată pentru a comprima video pe o bază cadru cu cadru cu transformarea discretă a cosinusului (DCT). Urmând îndeaproape ITU-R Rec. 601, DV video utilizează scanarea intercalată cu frecvența de eșantionare a luminanței de 13,5 MHz.
Aceasta rezultă în 480 de scanări pe cadru complet pentru sistemul de 60 Hz și 576 scanări pe cadru complet pentru sistemul de 50 Hz. În ambele sisteme, zona activă conține 720 de pixeli pe linia de scanare, cu 704 de pixeli utilizați pentru conținut și 16 pixeli pe părțile laterale lăsate pentru decuplare digitală. Aceeași dimensiune a cadrului este utilizată pentru raporturile de aspect ale cadrelor de 4:3 și 16:9, ceea ce are ca rezultat raportări diferite ale aspectului pixelilor pentru ecranul întreg și ecranul video panoramic.

## Formatul interfeței digitale
Audio-urile, videoclipurile și metadatele sunt împachetate în blocuri de interfață digitală de 80 de byte (DIF), multiplexate într-o secvență de 150 de blocuri. Blocurile DIF sunt unitățile de bază ale fluxurilor DV și pot fi stocate ca fișiere computerizate în formă brută sau înfășurate în formate de fișiere precum Audio Video Interleave (AVI), QuickTime (QT) și Material Exchange Format (MXF).